# Voeltzkowia yamagishii
Voeltzkowia yamagishii — вид сцинкоподібних ящірок родини сцинкових (Scincidae). Ендемік Мадагаскару. Вид названий на честь японського зоолога Саточі Ямагучі.

## Поширення і екологія
Voeltzkowia yamagishii мешкають в регіонах Боені і Софія на північному заході острова Мадагаскар. Вони живуть в сухих тропічних лісах, на висоті від 50 до 300 м над рівнем моря.

## Збереження
МСОП класифікує цей вид як такий, що перебуває під загрозою зникнення. Voeltzkowia yamagishii загрожує знищення природного середовища.